# Brilheremietkolibrie
De brilheremietkolibrie (Phaethornis pretrei) is een vogel uit de familie Trochilidae (kolibries). De vogel is genoemd naar de Zwitserse dierenillustrator Jean-Gabriel Prêtre.

## Verspreiding en leefgebied
Deze soort komt voor van oostelijk en het zuidelijke deel van Centraal-Brazilië tot Bolivia, Paraguay en noordelijk Argentinië.